# پت پستچی: فیلم
پت پستچی: فیلم (به انگلیسی: Postman Pat: The Movie) یک پویانمایی بریتانیایی-آمریکایی به سبک کمدی است که بر اساس مجموعه تلویزیونی پت پستچی، ساختهٔ جان کانلیف و آیور وود، در سال ۲۰۱۴ منتشر شده است. کارگردانی آن را مایک دیزا و تهیه کنندگی را رابرت آنیچ کو به عهده گرفته است. نویسندگی و فیلمنامه هم توسط نیکول دوبوک صورت گرفته و موسیقی به عهدهٔ روپرت گرگسون-ویلیامز است. این انیمیشن توسط کلاسیک مدیا (که در آن زمان قبلاً متعلق به دریم ورکس انیمیشن بود)، آر جی اچ پیکچرز و تیملس پیکچرز به‌طور مشترک تولید شده است.
این انیمیشن در ایران توسط گروه فرهنگی هنری سورن دوبله شده است.
در این فیلم استفان مانگان، جیم برودبنت، روپرت گرینت، دیوید تنانت، رونان کیتینگ، سوزان دوردن، ساندرا تلس، تی جی رامینی و پیتر وودوارد بازی می‌کنند. فروش این فیلم در سراسر جهان به ۸٫۶ میلیون دلار رسید.

## خلاصه داستان
پاتریک "پت" کلیفتون، معروف به " پت پستچی " (استفان منگان) پستچی با رفتار دوستانه ای است که سالها در روستای گریندال در شمال انگلیس نامه پست می‌کند. او قصد دارد همسرش، سارا (سوزان دوردن) را در یک ماه عسل دیرهنگام به ایتالیا ببرد. او سعی می‌کند از طریق پاداش کارفرمای خود، که سرویس تحویل ویژه (SDS) نام دارد از پس هزینه آن برآید. اما رئیس جدید آنها، ادوین کاربانکِل (پیتر وودوارد)، همه پاداش‌ها و مرخصی را لغو کرده است. کاربانکل قصد دارد با جایگزینی کارگران انسانی خود با استفاده از روباتها، کارایی بیشتری داشته باشد، زیرا فکر می‌کند دوستانه بودن اتلاف وقت است.
هنگامی که پت به خانه می‌آید و سعی می‌کند واقعیت لغو ماه عسل را به دلیل اینکه رئیس جدید همه پاداش‌ها را لغو کرده است، به سارا بگوید، ولی پسرش جولیان (ساندرا تلس) یک نمایش استعدادیابی تلویزیونی به نام "You're the One" به پدرش نشان می‌دهد که در آن سیمون کاول حضور دارد(رابین اتکین داونز با صدای معمولی سایمون کاول)، که اظهار داشت قرار است قسمت‌های بعدی به گریندیل می‌آیند. کاول همچنین تأیید می‌کند که به شخصی که در مسابقه برنده شود، تعطیلات به ایتالیا و قرارداد ضبط تعلق می‌گیرد.
پت تصمیم می‌گیرد در مسابقه شرکت کند و صدای او حین آوازش (رونان کیتینگ) باعث برنده شدن او در مرحله اول مسابقه می‌شود. پت قرار است در فینال، در یک مسابقه رو در رو با برنده یک مسابقه دیگر، جاش (روپرت گرینت)، دوباره بخواند. مدیر رقیب پت، ویلف (با صدای دیوید تنانت)، بسیار مشتاق است که جاش به هر قیمت برنده شود.
مدیر اجرایی SDS، آقای براون (جیم برادبنت) و ادوین کاربانکل این مسابقه را از تلویزیون تماشا می‌کردند. آنها می‌گویند که دوست دارند از پت در تبلیغات شرکتشان استفاده کنند. کاربانکل هم از این موقعیت بهره می‌برد و در نبود پت از ماکت رباتی او به نام "Patbot 3000" به همراه ماکت ربات دیگری از جس (گربه خانگی پت) به نام "Jessbot" استفاده می‌کند.
بعد از اینکه پت و جس به مسابقهٔ بعدی رفتند، ربات پت مشابه پت نامه‌ها را به‌طور معمول ارائه می‌دهد، اما رفتار عجیب و غریبی دارد و مردم گریندال به گونه ای شروع به شکایت از رفتار پت می‌کنند. سارا و جولیان نیز نگران پت هستند. در همین حال، بن تیلور (TJ Ramini)، مدیر SDS، توسط آقای کاربانکل اخراج می‌شود و متقاعد می‌شود که پت دیگر او را نمی‌خواهد، زیرا نه او و نه هیچ‌کس دیگر نمی‌داند که پتی که با او رفت‌وآمد می‌کنند یک ربات است. در همین حال، ویلف برای جلوگیری از پت نقشه‌های خود را امتحان می‌کند، اما نمی‌فهمد که «پت» که در اطراف گریندال می‌رود در واقع یک ربات است، اما نقشه‌های او هم به هرحال جواب نمی‌دهد. هرچه خانواده و دوستان پت بیشتر نگران شوند، پت بیشتر احساس گناه می‌کند که در وهله اول وارد مسابقه می‌شود.
و علی‌رغم تلاش پت برای گفتن حقیقت به همسرش در مورد دلیل ورودش به مسابقه، او ناکام می‌ماند و ترس از این که خانواده اش را دور کرده باشد او را غمگین و وحشت زده می‌کند. اندکی پس از رفتن پت برای مسابقه نهایی است که بِن و جس دریافتند که به نظر می‌رسد بیش از یک پت وجود دارد و قصد واقعی ادوین کاربانکل آشکار می‌شود. به نظر می‌رسد که کاربانکل در واقع این ربات‌ها را برای آزمایش و تسخیر جهان ساخته است. بن سپس می‌شتابد تا حقیقت وحشتناک دربارهٔ نقشه آقای کاربانکل را به سارا و جولیان بگوید.
سارا که از نقشهٔ آقای کاربانکل آگاه است، تمام گریندال را در مورد اهداف واقعی کاربانکل آگاه می‌کند و توضیح می‌دهد که در اعماق رفتار پت تغییری به وجود نیامده. همه آنها موافقت می‌کنند تا برای حمایت از پت به لندن بروند و جلوی نقشه کاربانکل را بگیرند. در همین حال، جِس، از یک هلیکوپتر SDS که توسط یک ربات پت کنار گذاشته شده است، موفق می‌شود راه خود را به جایی برساند که پت قرار است در آن نمایش اجرا کند و او پس از افتادن در یک اتاق رختکن توسط Patbot، به پیش پت فرار می‌کند و کاربانکل، که فاش می‌کند تبلیغات پت فقط برای این بود که مردم ربات‌های پت را دوست داشته باشد، سرانجام آقای کاربانکل یک Patbot خواننده را جایگزین خود پت می‌کند و او را در یک اتاق حبس می‌کند.
در همین حال، پت بات بدون اطلاع مخاطبان به جای پت آواز می‌خواند. ویلف وارد می‌شود و می‌داند که او ربات است. پس از استفاده از یک آهنربا، پت بات را غیرفعال می‌کند. سپس، پت واقعی اجرا را قطع کرده و سخنرانی می‌کند در مورد آنچه واقعاً مهم است و اینکه چگونه فراموش کرده است برای کسانی که واقعاً به آنها اهمیت می‌دهد وقت بگذارد. کاربانکل هم چند Patbot را برای کشتن پت، سایمون و براون می‌فرستد و قبل عملی شدن این نقشه پلید جاش که رقیب پت بود ربات‌ها را با استفاده از کنترل کنندهٔ ربات‌ها که دست کاربانکل بود، تمام Patbotها را خاموش می‌کند.
بعد از اینکه آقای کاربانکل از کار اخراج شد و به جرم جنایاتش دستگیر شد و همه چیز به حالت عادی برگشته است. سرانجام هم سارا به پت می‌گوید که از دلیل ورودش به مسابقه، باخبر است و آنها هر دو تعطیلات را به ایتالیا می‌روند، اما قرارداد ضبط را به جاش می‌سپارند، بنابراین ویلف نیز خوشحال می‌شود و همه بخشیده می‌شوند.